# De Video
De Video — це відео-компіляція українського гурту «Тартак», яка була видана на DVD диску у 2007 році. На диск потрапили всі (на той час) кліпи гурту.

## Треклист
1. О-ля-ля (1999)
2. Кожне тіло (2001)
3. 100%-й Плагіат (2001)
4. Божевільні танці (2002)
5. Буча — Чака (2002)
6. Мікроff/onна Перевірка (2002)
7. Понад Хмарами (2003)
8. Хулігани (2003)
9. НашеЛіто (2004)
10. Весело (2004)
11. Я Не Хочу (2004)
12. Ні Я Не Ту Кохав (2005)
13. Стільникове кохання (2005)
14. Чорноморець (2006)
15. Ой, Учора В Куми (2006)
16. Ой, Учора В Куми KofeinStudio Version (2006)
17. Україно, Забивай! (2006)
18. Омана (2006)
19. Я Не Знаю (2006)
20. Поп Корн (2007)
21. Не кажучи Нікому (разом з Андрієм Підлужним) (2007)